# Witramowo
Witramowo (deutsch Wittmannsdorf) ist ein Dorf in der polnischen Woiwodschaft Ermland-Masuren. Es gehört zur Gmina Olsztynek (Stadt- und Landgemeinde Hohenstein i. Ostpr.) im Powiat Olsztyński (Kreis Allenstein).

## Geographische Lage
Witramowo liegt im südlichen Westen der Woiwodschaft Ermland-Masuren, 35 Kilometer südöstlich der früheren Kreisstadt Osterode in Ostpreußen (polnisch Ostróda) bzw. 33 Kilometer südwestlich der heutigen Kreismetropole und Woiwodschaftshauptstadt Olsztyn (deutsch Allenstein).

## Geschichte

### Ortsgeschichte
Dorf und Gut Wittremsdorf wurden 1410 erstmals urkundlich erwähnt. Im Jahre 1874 wurde der Ort Amtsdorf und damit namensgebend für einen Amtsbezirk im Kreis Osterode in Ostpreußen, Regierungsbezirk Königsberg (ab 1905 Regierungsbezirk Allenstein), in der preußischen Provinz Ostpreußen. Sowohl die Landgemeinde Wittmannsdorf als auch der Gutsbezirk waren Teile des Amtsbezirks.
Im Jahre 1910 waren in der Landgemeinde Wittmannsdorf 66 und im Gutsbezirk Wittmannsdorf 179 Einwohnern registriert.
Aufgrund der Bestimmungen des Versailler Vertrags stimmte die Bevölkerung in den Volksabstimmungen in Ost- und Westpreußen am 11. Juli 1920 über die weitere staatliche Zugehörigkeit zu Ostpreußen (und damit zu Deutschland) oder den Anschluss an Polen ab. In Dorf und Gut Wittmannsdorf stimmten 180 Einwohner für den Verbleib bei Ostpreußen, auf Polen entfielen keine Stimmen.
Am 30. September 1928 gab der Gutsbezirk Wittmannsdorf seine Eigenständigkeit auf und wurde in die Landgemeinde Wittmannsdorf eingegliedert. Die Einwohnerzahl der so veränderten Landgemeinde belief sich 1933 auf 362 und 1939 auf 791.
In Kriegsfolge wurde 1945 das gesamte südliche Ostpreußen an Polen überstellt. Wittmannsdorf erhielt die polnische Namensform „Witramowo“ und ist heute – zuständig auch für den Nachbarort Malinowo (Amalienhof) – ein Schulzenamt (polnisch Sołectwo) innerhalb der Gmina Olsztynek (Stadt- und Landgemeinde Hohenstein i. Ostpr.) im Powiat Olsztyński (Kreis Allenstein), bis 1998 der Woiwodschaft Olsztyn, seither der Woiwodschaft Ermland-Masuren mit Sitz in Olsztyn (Allenstein) zugehörig.

### Amtsbezirk Wittmannsdorf (1874–1945)
Zum Amtsbezirk Wittmannsdorf gehörten bei seiner Errichtung 16 Dörfer. Aufgrund von Umstrukturierungen waren es 1945 noch fünf:
| Deutscher Name                     | Polnischer Name        | Anmerkungen                                          |
| ---------------------------------- | ---------------------- | ---------------------------------------------------- |
| Bolleinen                          | Bolejny                |                                                      |
| Ganshorn b. Hohenstein (LG)        |                        | 1887 in den Gutsbezirk Ganshorn eingemeindet         |
| Ganshorn b. Hohenstein (GB)        | Gąsiorowo Olsztyneckie | 1892 in den Amtsbezirk Seythen umgegliedert          |
| Groß Maransen                      | Maróz                  |                                                      |
| Januschkau 1938–45 Osterschau (LG) | Januszkowo             | 1892 in den Amtsbezirk Seythen umgegliedert          |
| Januschkau (GB)                    |                        | 1892 in den Amtsbezirk Seythen umgegliedert          |
| Seelesen (LG)                      |                        | 1901 in den Gutsbezirk Seelesen eingegliedert        |
| Seelesen (GB)                      | Żelazno                | 1929 nach Bujaken eingemeindet                       |
| Seythen (LG)                       | Sitno                  | 1892 in den Amtsbezirk Seythen umgegliedert          |
| Seythen (GB)                       |                        | 1892 in den Amtsbezirk Seythen umgegliedert          |
| Thurowken 1938–45 Turauken (LG)    | Turówko                | 1892 in den Amtsbezirk Seythen umgegliedert          |
| Thurowken (GB)                     |                        | 1892 in den Amtsbezirk Seythen umgegliedert          |
| Waplitz (LG)                       | Waplewo                |                                                      |
| Waplitz (GB)                       |                        | 1929 in die Landgemeinde Waplitz eingegliedert       |
| Wittmannsdorf (LG)                 | Witramowo              |                                                      |
| Wittmannsdorf (GB)                 |                        | 1929 in die Landgemeinde Wittmannsdorf eingegliedert |
| ab 1876: Bujaken                   | Bujaki                 |                                                      |
| ab 1907: Adamsheide                | Jadamowo               | 1929 nach Wittmannsdorf eingemeindet                 |

Am 1. Januar 1945 gehörten lediglich noch Bolleinen, Bujaken, Groß Maransen, Waplitz und Wittmannsdorf zum Amtsbezirk Wittmannsdorf.

## Kirche
Bis 1945 war Wittmannsdorf in die evangelische Kirche Waplitz in der Kirchenprovinz Ostpreußen der Kirche der Altpreußischen Union, außerdem in die römisch-katholische Kirche Thurau (polnisch Turowo) im Bistum Ermland eingepfarrt.
Heute gehört Wiramowo katholischerseits zur St.-Stanislaus-Kirche Waplewo im Erzbistum Ermland, evangelischerseits zur Kirchengemeinde Olsztynek (Hohenstein i.Ostpr.), einer Filialgemeinde der Christus-Erlöser-Kirche Olsztyn (Allenstein) in der Diözese Masuren der Evangelisch-Augsburgischen Kirche in Polen.

## Verkehr
Wittmannsdorf liegt an einer Nebenstraße, die von Waplewo (Waplitz) an der Schnellstraße 7 über Żelazno (Seelesen) bis nach Łyna (Lahna/Allendorf) führt. Die nächste Bahnstation ist Bujaki (Bujaken) an der Bahnstrecke Działdowo–Olsztyn (deutsch Soldau–Allenstein).